# Po poyas v nebe
Albums de Nikolai Noskov
Okean lyubvi
(2003) Ono togo stoit
(2011)
Po poyas v nebe (en russe По пояс в небе, Après la bande dans le ciel) est le quatrième album de la musicien de rock russe Nikolai Noskov sorti en 2006.

## Historique
Nikolai a visité le Tibet, les lieux de pèlerinage de l'Himalaya et a vu les mots Thank you (Merci) et un joli temple, cet endroit a inspiré à composer des chansons. La chanson a été initialement appelée Stou v snegu (Стою в снегу). Certaines des chansons ont été réalisées en instrument populaire bachkir Kurai. L'album se fit Nikolai. Présentation de l'album a eu lieu au Palais du Kremlin le 10 mars, trois jours après la sortie de l'album en vente.

## Titre de l'album
| No  | Titre                                                     | Durée |
| --- | --------------------------------------------------------- | ----- |
| 1.  | По пояс в небе (Po poyas v nebe)                          | 5:25  |
| 2.  | А на меньшее я не согласен (A na men'shee ya ne soglasen) | 4:20  |
| 3.  | Я не верю (Ya ne veru)                                    | 4:50  |
| 4.  | Побудь со мной (Pobud' so mnoi)                           | 4:31  |
| 5.  | Зачем (Zachem)                                            | 5:47  |
| 6.  | Тальяночка (Tal'yanochka)                                 | 4:38  |
| 7.  | Любовь и еда (Lubov' i eda)                               | 3:39  |
| 8.  | Иду ко дну (Idu ko dnu)                                   | 3:35  |
| 9.  | Фенечка (Fenechka)                                        | 4:30  |
| 10. | Спасибо (Spasibo)                                         | 5:08  |

## Musiciens
- Guitare basse : Arik Mrktychan, Pavel Vinogradov
- Guitare : Aleksandr Ramus, Igor Homich
- Batterie : Sergey Efimov
- Percussion : Edson Petruhin, Ilya Panteleev
- flûte : Robert Yuldashev (ru)
- Clavier, violoncelle, arrangement : Yuriy Usol'cev